# Zalipais
Zalipais is een geslacht van weekdieren uit de klasse van de Gastropoda (slakken).

## Soorten
- Zalipais benthicola Powell, 1927
- Zalipais bruniense (Beddome, 1885)
- Zalipais inscripta (Tate, 1899)
- Zalipais laseroni Kershaw, 1955
- Zalipais lissa (Suter, 1908)
- Zalipais probenthicola Laws, 1940 †
- Zalipais turneri Powell, 1939